# Курбанов, Шохрат
Шохрат Курбанов (туркм. Şöhrat Kurbanow; 27 марта 1971) — бывший туркменский боксёр-любитель, ныне заслуженный тренер Туркменистана. Председатель Национального Центра бокса и генеральный секретарь Федерации бокса Туркменистана.
Мастер спорта международного класса по боксу. Воспитанник заслуженного тренера Туркменистана Байрама Бурказова.
Был удостоен чести нести флаг Туркменистана на открытии летних Олимпийских игр в Афинах.

## Спортивные достижения и бои
Участник Летних Олимпийских Игр по боксу 1996 в Атланте, США, (до 71 кг).
Победитель международного турнира в Индии, бронзовый призёр «Кубка Президента» в Таиланде, серебряный медалист Центральноазиатских игр в Душанбе. Серебряный призёр заключительного 3-го квалификационного турнира в Карачи (Пакистан).
Участник Летних Олимпийских Игр по боксу 2004 в Афинах, Греция (до 81 кг).
| Дата         | Турнир                       | Место проведения | Весовая категория                          | Соперник          | Результат | Дополнительно                  |
| ------------ | ---------------------------- | ---------------- | ------------------------------------------ | ----------------- | --------- | ------------------------------ |
| 23 июля 1996 | Летние Олимпийские Игры 1996 | Атланта, США     | 71 кг (средний вес, light middleweight)    | Роджер Петтерссон | 2 — 7     | 1/16 финала. Выбыл из турнира. |
| 14 авг. 2004 | Летние Олимпийские Игры 2004 | Афины, Греция    | 81 кг (полутяжёлый вес, light heavyweight) | Ахмед Исмаил      | 22 — 44   | 1/16 финала. Выбыл из турнира. |

## Тренерская деятельность
В 2009 году вошёл в тройку лучших тренеров Туркменистана.

## Национальные первенства
| Дата         | Турнир                         | Место проведения      | Весовая категория   | Соперник | Результат | Дополнительно                                      |
| ------------ | ------------------------------ | --------------------- | ------------------- | -------- | --------- | -------------------------------------------------- |
| Декабрь 2000 | Чемпионат Туркменистана - 2000 | Ашхабад, Туркменистан | 71 кг (средний вес) | соперник | 3 - 0     | место. Вошёл в национальную сборную Туркменистана. |